# ランルー
ランルー （Lanloup、ブルトン語:Sant-Loup）は、フランス、ブルターニュ地域圏、コート＝ダルモール県のコミューン。

## 歴史
ランルー教区はドル司教座に属し、トロワの聖ルー（fr）を守護聖人としていた。ランレフ小教区も持っていた。フランス革命の間は名称を改名させられ、ランモール（Lanmor）そしてテルシラ＝ペレティエ（Tercillat-Pelletier）と呼ばれていた。

## 人口統計
| 1962年 | 1968年 | 1975年 | 1982年 | 1990年 | 1999年 | 2006年 | 2010年 |
| ------ | ------ | ------ | ------ | ------ | ------ | ------ | ------ |
| 331    | 284    | 236    | 209    | 195    | 214    | 261    | 269    |

参照元:1999年までEHESS、2000年以降INSEE

## 史跡
ランルーの教会は1910年より歴史記念物に指定されている。

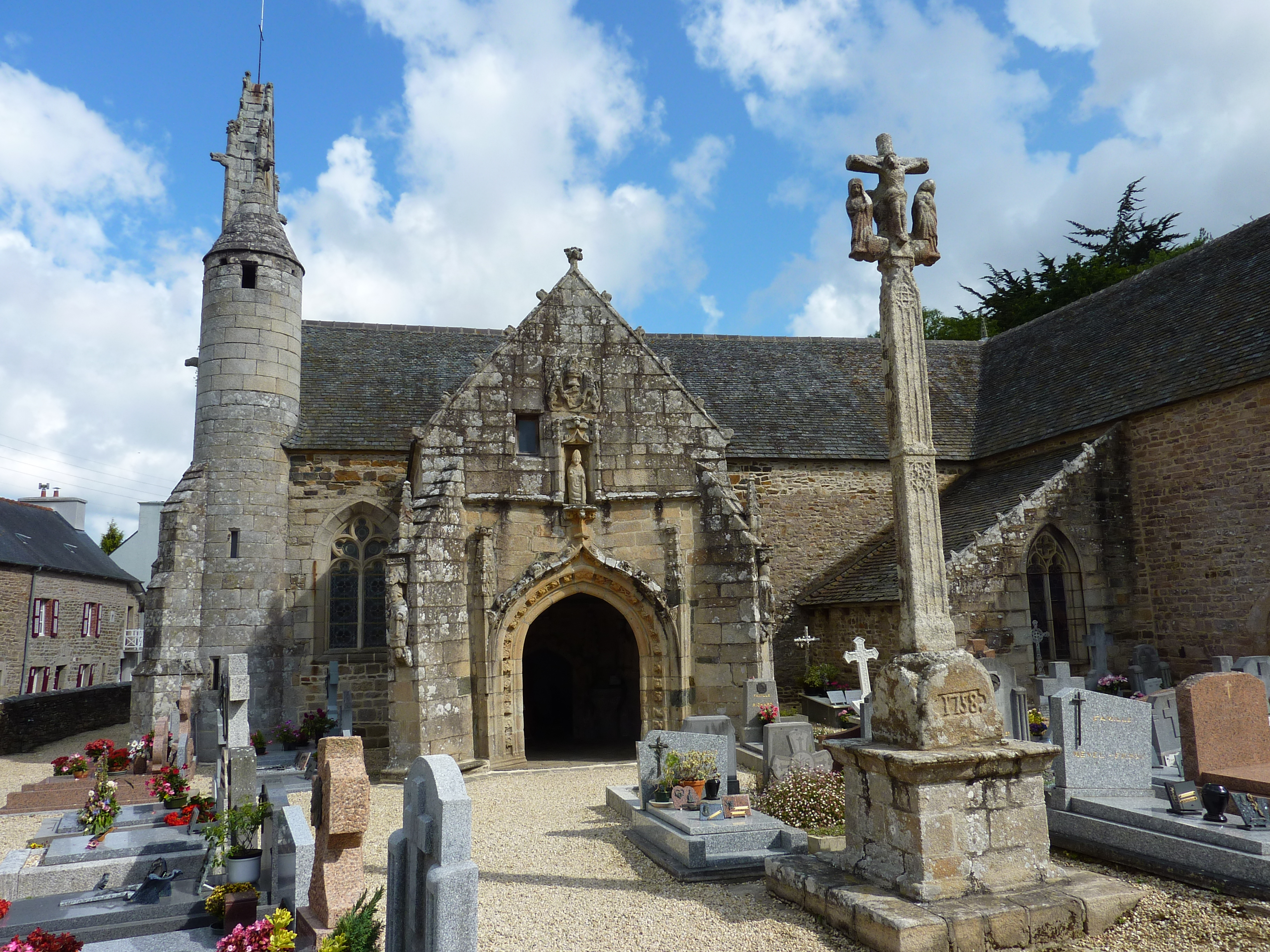
ランルーの教会囲い地
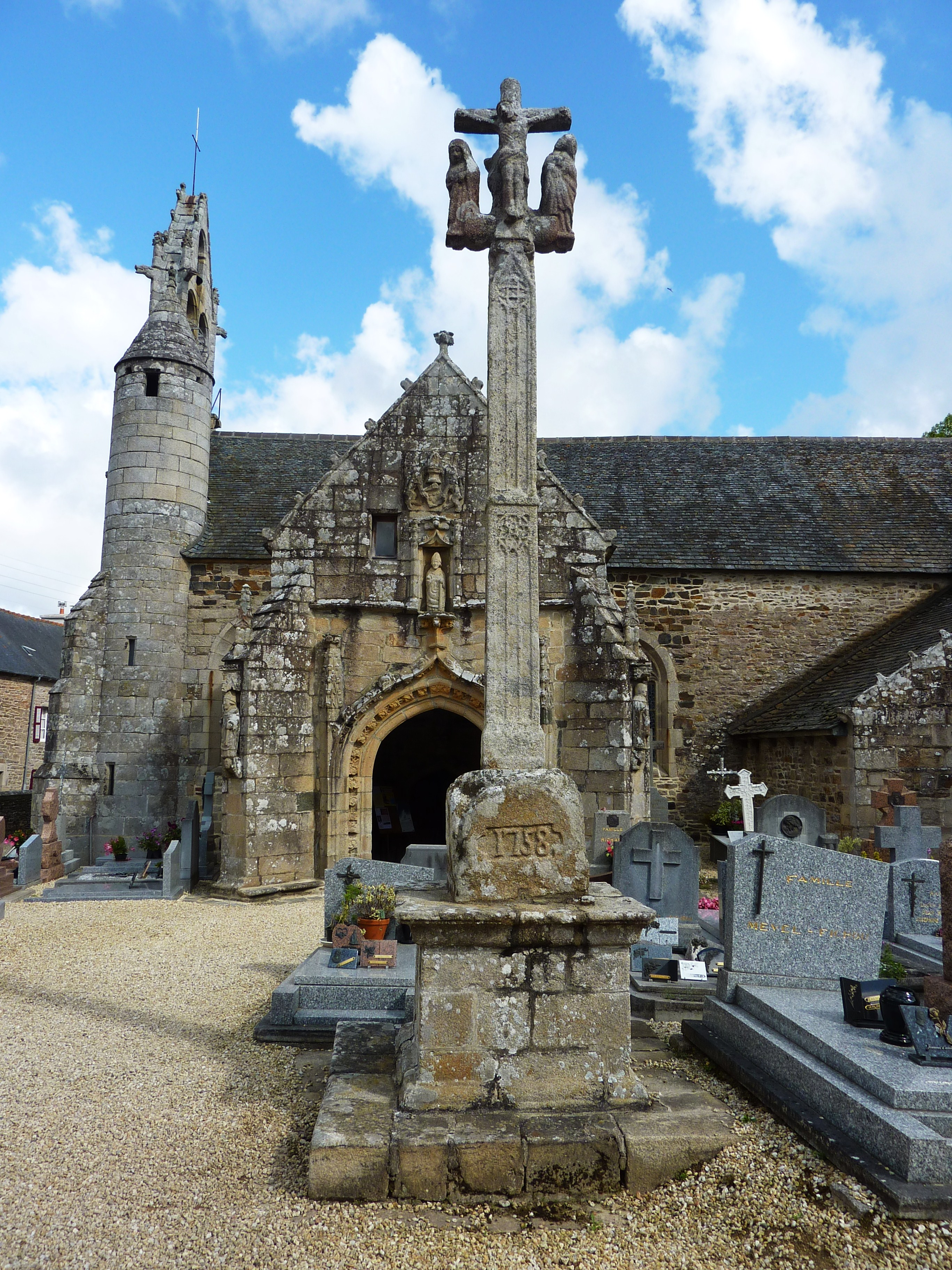
カルヴェール
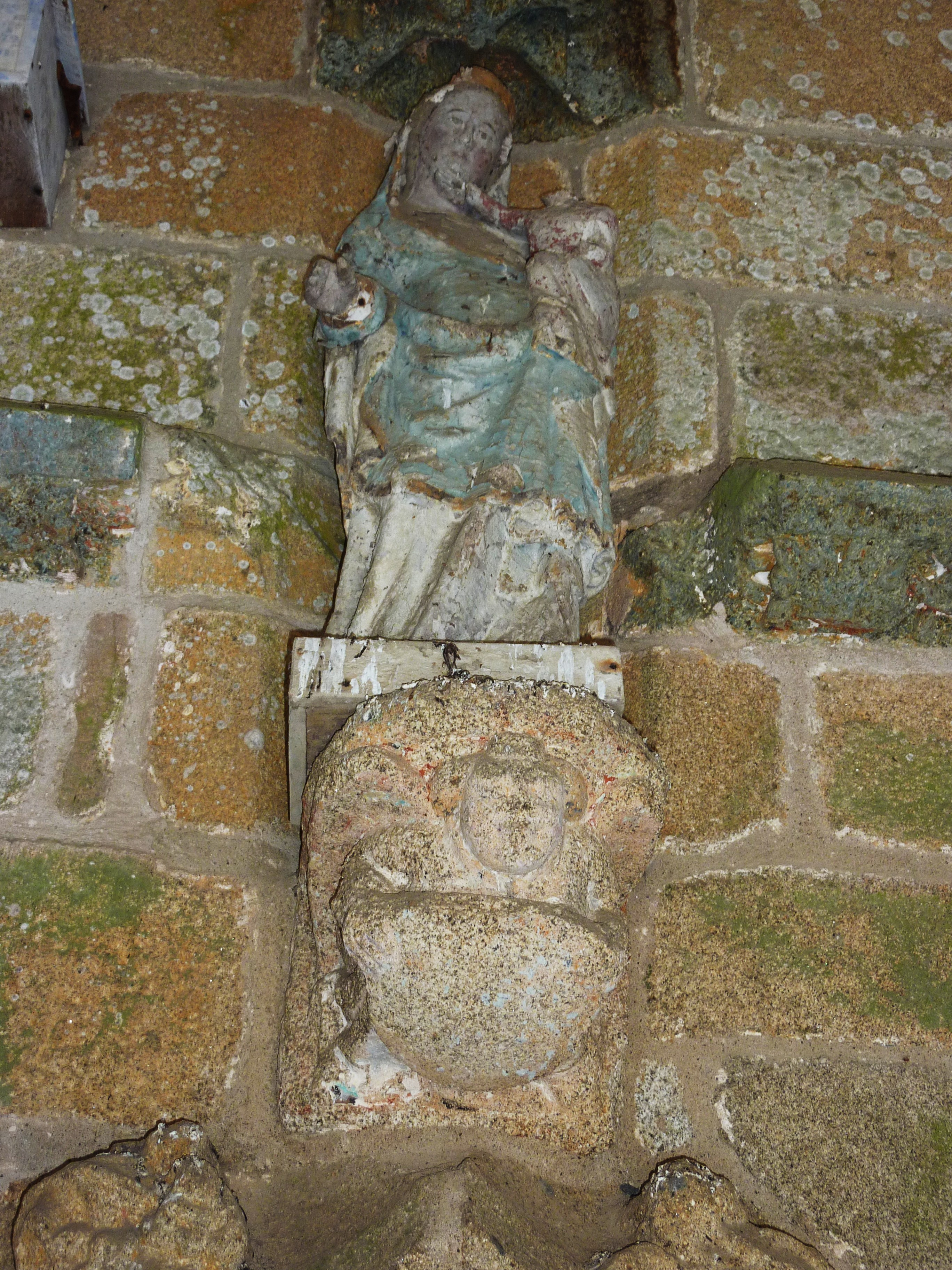
教会入り口のピエタ像
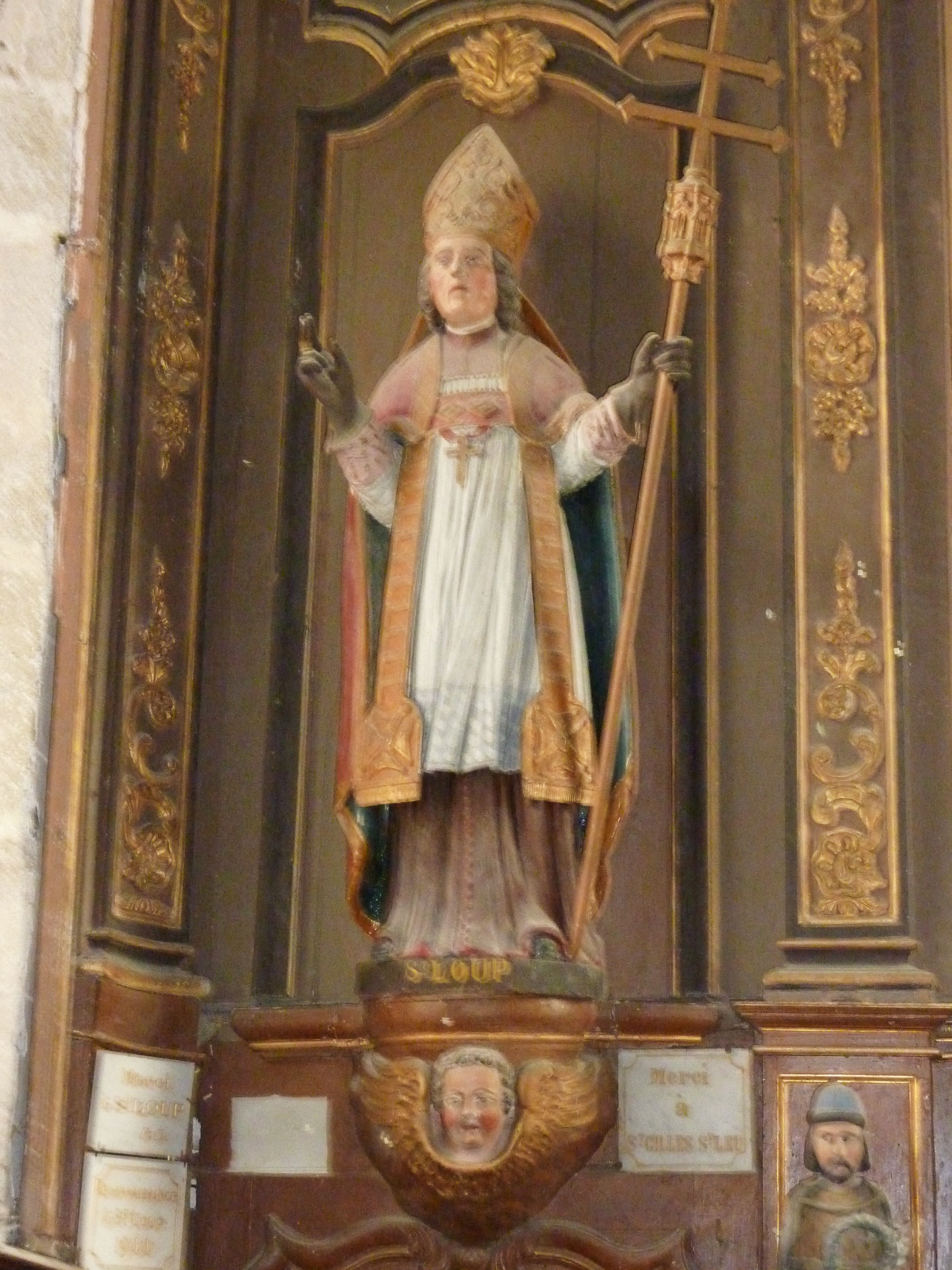
トロワの聖ルー像

## ゆかりの人物
- ギィ・ロパルツ - ランルーで暮らし、死去